# Choucador royal
Lamprotornis regius
Pour les autres espèces de spréos, voir Spréo.
Espèce
Statut de conservation UICN

 LC  : Préoccupation mineure
Le Choucador royal (Lamprotornis regius), anciennement Spréo royal, est une espèce de passereaux de la famille des sturnidés pouvant atteindre 35 cm de long. Il vit dans les prairies et savanes du nord-est de l'Afrique (Somalie, Éthiopie, Kenya et nord de la Tanzanie).

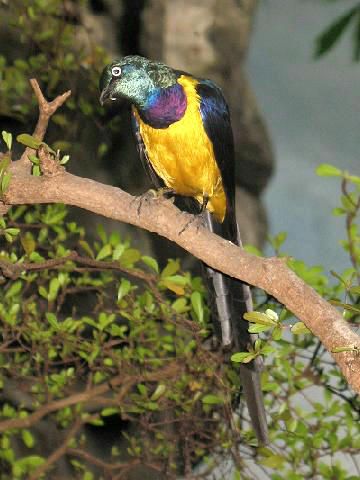
Spécimen dans un zoo